# Who's Boss? (film, 1926)
Pour le film d'Arthur Hotaling, voir Who's Boss?.
Pour plus de détails, voir Fiche technique et Distribution.
Who's Boss? est un film muet américain réalisé par Jules White et sorti en 1926.

## Fiche technique
- Titre : Who's Boss?
- Réalisation : Jules White
- Production : Jack White
- Société de production : Cameo Comedies
- Société de distribution : Educational Film Exchanges (en)
- Pays d'origine :  États-Unis
- Langue : anglais
- Genre : Comédie
- Dates de sortie : 
  - États-Unis : 9 mai 1926

## Distribution
- Cliff Bowes
- Virginia Vance